# Martín del Barco Centenera
Martín del Barco Centenera (Logrosán, Cáceres, 1535 - ¿1605?), va ser un clergue espanyol que participà activament en la conquesta i colonització de la Río de la Plata.
Va ser l'autor del "poema històric" Argentina y conquista del Río de la Plata con otros acaecimientos de los reinos del Perú, Tucumán y el Estado del Brasil, en el qual apareix per primera vegada el topònim "Argentina" 

## Biografia
Era fills de llauradors rics, i ell estudià a Salamanca on es llicencià en teologia. A Madrid aconseguí el nomenament d'Ardiaca de la Catedral d'Asunción al Paraguay i es va embarcar cap Amèrica com capellà en l'armada del Adelantado del Río de la Plata Juan Ortiz de Zárate. Arribà a la conca del Río de Plata a finals de 1573.
Acompanyà l'expedició del capità Ruy Díaz Melgarejo, va aprendre l'dioma guaraní i va intervenir en diverses expedicions i va evangelitzar nombrosos amerindis. El governador Granero de Ávalos el va nomenar capellà de la Real Audiencia de Charcas i, posteriorment, vicari de la zona de Potosí, i va residir a Porco.

### Procés per conducta

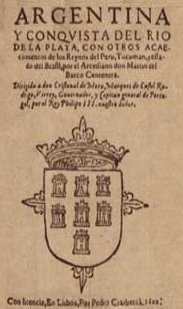
Portada de la primera edició del poema La Argentina de Martín del Barco Centenera, 1602.

Pel seu comportament a Cochabamba va ser acusat i condemnat amb la privació del seu ofici inquisitorial pel visitador Dr. Juan Ruiz de Prado el 14 d'agost de 1590. Els càrrecs incloïen viure amistançat amb una dona casada. Se li van imposar 250 pesos de multa. Tornà a la península Ibèrica i s'establí a Lisboa (Portugal) com capellà del virrei don Cristóbal de Moura, marquès de Ciudad Rodrigo. Allí publicà el seu poema La Argentina (1602) i vamorir poc després. Els crítics consideren que el mèrit literari d'aquest poema és escàs però té un gran valor històric. Fa al·lusió a les pirateries de Francis Drake i de Thomas Cavendish.

## Obra
- La Argentina y Conquista del Río de la Plata: con otros acaecimientos de los reynos del Peru, Tucuman, y estado del Brasil, Lisboa: Pedro Crasbeeck, 1602.